# Episodi di Sbirri da sballo (seconda stagione)
La seconda stagione della serie televisiva Sbirri da sballo, composta da 7 episodi, è andata in onda a partire dal 14 novembre 1996 su BBC One.
| nº | Titolo originale       | Titolo italiano       | Prima TV UK      | Prima TV Italia |
| -- | ---------------------- | --------------------- | ---------------- | --------------- |
| 1  | Court in the Act       | Sì, qui c'è la BBC    | 14 novembre 1996 | ?               |
| 2  | Ism Ism Ism            | Viva gli sposi        | 21 novembre 1996 | ?               |
| 3  | Fly on the Wall        | Lezioni di razzismo   | 28 novembre 1996 | ?               |
| 4  | Alternative Culture    | Una sorella di troppo | 5 dicembre 1996  | ?               |
| 5  | Come on You Blues      | Forza Gasforth!       | 12 dicembre 1996 | ?               |
| 6  | Road Rage              | Crisi d'incoscienza   | 19 dicembre 1996 | ?               |
| 7  | The Green Eyed Monster | La nuova tangenziale  | 23 dicembre 1996 | ?               |